# Henk Boerwinkel
Henk Boerwinkel (Alkmaar, 1937) is een Nederlands marionettenspeler.

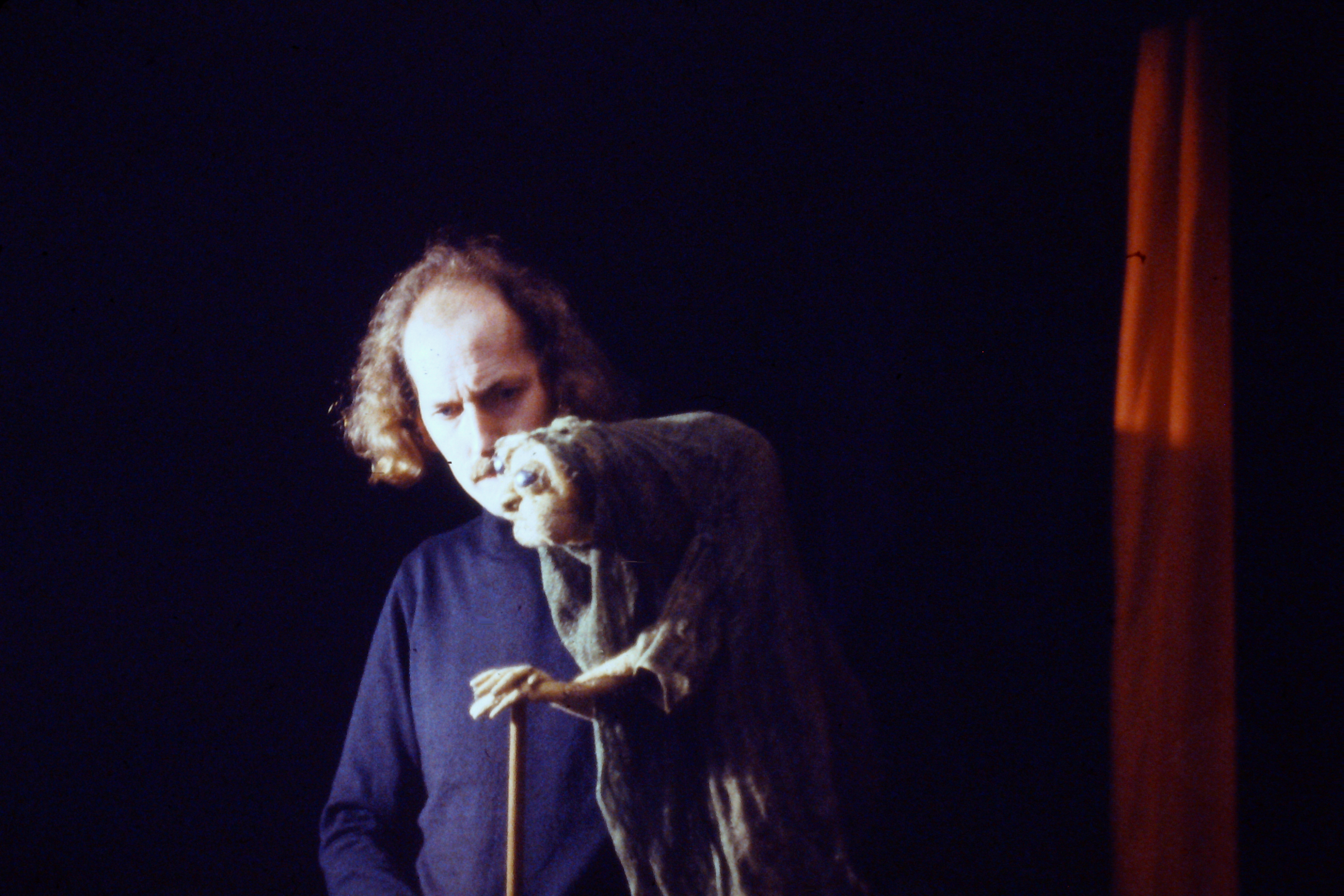
Henk Boerwinkel, figuren theater triangle

## Opleiding en werk
Boerwinkel studeerde illustratie en grafiek aan de Kunstnijverheidsschool in Amsterdam. Op zijn achttiende maakte hij zijn eerste marionetten van diverse materiaalsoorten en experimenteerde met bewegingstechnieken. In 1963 begon hij met zijn Figurentheater Triangel samen met zijn echtgenote Ans Boerwinkel als spelassistent. Hierin voerde hij verschillende vormen van poppentheater uit. In1971 huurde Boerwinkel een herenboerderij in Meppel waarvan hij de zolder verbouwde tot theater van waaruit de voorstellingen werden opgevoerd. Door het geven van opvoeringen over de gehele wereld werd het theater bekend.

## Optredens
Henk en Ans Boerwinkel speelden op vele internationale poppen-en theaterfestivals, onder meer in de Verenigde Staten, Sovjet-Unie, Israël, Japan, Australië en Nieuw-Zeeland. Zij traden ook veelvuldig op in Frankrijk, onder meer op het Festival van Avignon. 
In de loop der tijd maakte Henk Boerwinkel nog drie andere voorstellingen: het grote drieluik - maskerspel ‘De Zoon van Moeder Aarde’, het solofigurenspel ‘Levensbomen’ en het kleine kijkkastprogramma ‘Trio voor Pierrot’. Nadat in 1991 Ans Boerwinkel stopte met assisteren besloot Henk Boerwinkel na 2222 voorstellingen een laatste compilatievoorstelling te maken van zijn favoriete nummers onder de titel Metamorfosen. Tot 1996 was deze in binnen- en buitenland te zien in theaters. Boerwinkel werd in deze periode geassisteerd door Charlotte Puyk-Joolen. In 1996 stopte Boerwinkel met tournees in het buitenland en speelde vanaf 1997 vijf jaar lang uitsluitend nog in het 'Magisch Theatertje' in Maastricht, een theaterwerkplaats die hij samen met zijn voormalige assistente Charlotte Puyk-Joolen opzette.

## Erkenning
In 1973 ontving het echtpaar Boerwinkel voor hun culturele verdiensten de Culturele Prijs van Drenthe. In 1984 koos de poppenmaker Jim Henson, zelf bedenker en maker van de Muppetshow, het Figurentheater Triangel uit voor een documentaire over zes beroemde poppenspelers in de serie World of Puppetry. In 1986 ontving Boerwinkel de Wim Meilink Prijs, de Oeuvreprijs voor het Nederlandse Poppenspel). In 1991 volgden twee Duitse kleinkunstprijzen. In 1996 werd Boerwinkel geridderd in de Orde van de Nederlandse Leeuw.
Inmiddels werkt een van zijn zonen als mimespeler en gebruikt hierbij poppen die Boerwinkel zelf gemaakt heeft voor zijn theater. In Meppel wordt sinds 2003 elk jaar de Henk Boerwinkel Cultuurprijs uitgereikt. In 2008 vond in Meppel een grote overzichtstentoonstelling plaats met alle negentig overgebleven poppen van Henk Boerwinkel, onder de titel ‘Verstilde Figuren’. In 2009 verscheen bij Uitgeverij Boom het boek ‘De Magische Wereld van Figurentheater Triangel’.
In 2013 overleed Ans Boerwinkel op 79-jarige leeftijd. Henk Boerwinkel maakt nog sporadisch poppen en grafiek. Onbekende, nooit veel gebruikte poppen kregen een tweede leven in het ‘Theater van de Droom’ van zijn jongste zoon Jeroen.
- Bibliothèque nationale de France: cb146699359 (data)
- International Standard Name Identifier: 0000 0000 0335 9677
- RKD-Nederlands Instituut voor Kunstgeschiedenis: 114056
- Virtual International Authority File: 37178342
- WorldCat: E39PBJhhwpy3wCftvHXdVbbw4q